# Kophobelemnidae
Kophobelemnidae Gray, 1860 è una famiglia ottocoralli dell'ordine Pennatulacea.

## Descrizione
La famiglia comprende specie coloniali dalla caratteristica forma a clava, con polipi disposti in due o tre serie lungo il rachide centrale.

## Distribuzione e habitat
La famiglia ha una distribuzione cosmopolita. Nel mar Mediterraneo sono presenti le specie Kophobelemnon leucharti e Kophobelemnon stelliferum.

## Tassonomia
Comprende i seguenti generi:
- Kophobelemnon Asbjørnsen, 1856
- Malacobelemnon Tixier-Durivault, 1965
- Sclerobelemnon Kölliker, 1872